# Gens Appuleia
La gens Appuleia (talvolta scritto Apuleia) era una gens plebea romana presente dal V secolo a.C. fino all'epoca imperiale.

## Tria nomina

### Praenomina
I praenomina utilizzati dalla gens furono Lucius, Quintus, Marcus, Sextus, Gaius e Gnaeus mentre i cognomina usati furono Pansa, Barbarus, Saturninus e Decianus.

### Cognomina
Sono attestati i rami dei Saturnini e dei Deciani. Altri cognomi sono Pansa, Celsus e Barbarus.

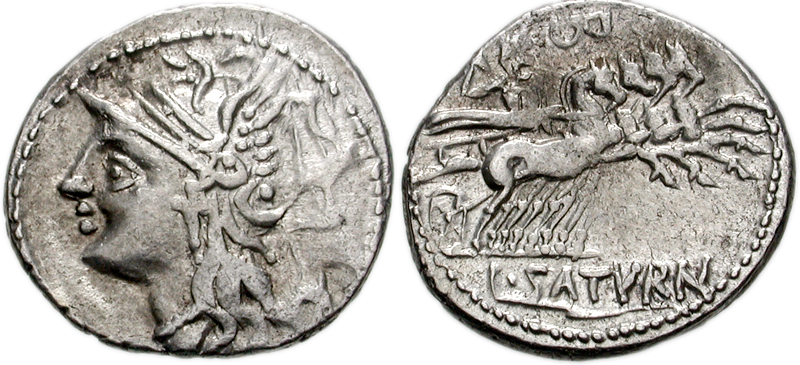
Moneta con la raffigurazione di Lucio Apuleio Saturnino e lo stesso Lucio che conduce una quadriga

## Membri della gens
- Lucio Appuleio: vissuto nel IV secolo a.C., fu tribuno della plebe nel 391 a.C., messo sotto accusa da Marco Furio Camillo per aver sottratto una parte del bottino della presa di Veio;
- Quinto Appuleio Pansa: vissuto nel IV secolo a.C., fu console nel 300 a.C.;
- Lucio Appuleio: vissuto nel II secolo a.C., fu uno degli ambasciatori mandati nel 156 a.C. in Asia Minore per esaminare i rapporti tra Attalo II e Prusia II;
- Appuleio: vissuto nel I secolo a.C., fu proquestore nel 55 a.C., forse di Quinto Marcio Filippo proconsole d'Asia;
- Appuleio: vissuto nel I secolo a.C., menzionato da Marco Tullio Cicerone in due sue lettere;
- Marco Appuleio: vissuto nel I secolo a.C., fu questore d'Asia al tempo di Gaio Giulio Cesare, proscritto dai triumviri ma poi tornato nel suo paese natale;
- Appuleio: vissuto nel I secolo a.C., fu tribuno della plebe, proscritto dai triumviri nel 43 a.C. e scappato con sua moglie in Sicilia;
- Sesto Appuleio: marito di Ottavia maggiore;
- Sesto Appuleio Sex. f. Sex. n.: vissuto nel I secolo a.C., fu console nel 29 a.C.;
- Marco Appuleio Sex. f. Sex. n.: vissuto nel I secolo a.C., fu console nel 20 a.C.;
- Sesto Appuleio Sex. f. Sex. n.: vissuto nel I secolo d.C., parente di Augusto fu console nel 14;
- Appuleio Celso: vissuto nel I secolo d.C., medico proveniente da Centuripa, in Sicilia, che fu tutore di Valente e Scribonio Largo;
- Apuleio: vissuto nel II secolo d.C., forse chiamato Lucio, fu lo scrittore de Le metamorfosi;
- Lucio Appuleio Barbaro: vissuto nel IV secolo d.C., fu un botanico;

### Apuleii Saturnini
- Gaio Apuleio Saturnino: vissuto nel II secolo a.C., fu uno dei commissari mandati dal Senato nel 168 a.C. per giudicare sulla disputa tra Pisani e Lunensi;
- Lucio Apuleio Saturnino: vissuto nel II secolo a.C., fu pretore nel 166 a.C.;
- Lucio Apuleio Saturnino: vissuto nel II secolo a.C., fu tribuno della plebe nel 103, 102 e nel 100 a.C.;
- Lucio Apuleio Saturnino: vissuto nel I secolo a.C., fu propretore di Macedonia nel 58 a.C.;
- Gneo Apuleio L. f. Saturnino: vissuto nel I secolo a.C., figlio del propretore di Macedonia;

### Apuleii Deciani
- Gaio Appuleio Deciano: vissuto nel I secolo a.C., fu tribuno della plebe nel 98 a.C.;
- Gaio Appuleio C. f. Deciano: vissuto nel I secolo a.C., un diplomatico di Pergamo e Apollonia.